# Bless Its Pointed Little Head
Bless Its Pointed Little Head är ett livealbum av Jefferson Airplane, inspelat på Fillmore East, Manhattan, New York och Fillmore West, San Francisco, Kalifornien hösten 1968 och utgivet i februari 1969 av skivbolaget RCA Victor,

## Låtlista
Sida 1
1. "Clergy" (Jefferson Airplane) – 1:37
2. "3/5 of a Mile in 10 Seconds" (Marty Balin) – 4:39
3. "Somebody to Love" (Darby Slick) – 4:15
4. "Fat Angel" (Donovan Leitch) – 7:36
5. "Rock Me Baby" (trad.) – 7:45

Sida 2
1. "The Other Side of This Life" (Fred Neil) – 6:48
2. "It's No Secret" (Balin) – 3:31
3. "Plastic Fantastic Lover" (Balin) – 3:53
4. "Turn Out the Lights" (Paul Kantner, Jack Casady, Jorma Kaukonen, Grace Slick, Spencer Dryden) – 1:24
5. "Bear Melt" (Kantner, Casady, Kaukonen, G. Slick, Dryden) – 11:22

Bonusspår på den remastrade CD-utgåvan från 2004
1. "Today" (Balin/Kantner) – 3:50
2. "Watch Her Ride" (Kantner) – 3:19
3. "Won't You Try / Saturday Afternoon" (Kantner) – 5:30

- Spår 1, 4, 9, 10 inspelad 28–30 november i Fillmore East
- Spår 2, 3, 5–8, 11–13 inspelad 24–26 oktober i Fillmore West

## Medverkande
Musiker (Jefferson Airplane-medlemmar)
- Marty Balin – basgitarr (spår 4), sång
- Jack Casady – basgitarr, rytmgitarr (spår 4)
- Spencer Dryden – trummor, percussion
- Paul Kantner – sång, rytmgitarr, sologitarr (spår 4)
- Jorma Kaukonen – sång, sologitarr
- Grace Slick – sång

Produktion
- Al Schmitt – producent
- Richie Schmitt – ljudtekniker
- Pat Ieraci – ljudtekniker
- Gary Blackman – omslagsdesign
- Jim Smircich – foto